# Bürgermeisterei Dockendorf
Die Bürgermeisterei Dockendorf war eine von ursprünglich 42 preußischen Bürgermeistereien, in die sich der 1816 neu gebildete Kreis Bitburg im Regierungsbezirk Trier verwaltungsmäßig gliederte. Der Verwaltung der Bürgermeisterei unterstanden drei Gemeinden. Der Verwaltungssitz war anfangs in der heutigen Ortsgemeinde Dockendorf, später in Wolsfeld  im Eifelkreis Bitburg-Prüm in Rheinland-Pfalz. Sie bestand bis 1914 und ging in der Bürgermeisterei Wolsfeld (1927 umbenannt in Amt Wolsfeld) auf.

## Gemeinden und zugehörende Ortschaften
Zur Bürgermeisterei Dockendorf gehörten folgende Gemeinden (Stand 1843):
- Dockendorf (202 Einwohner) mit der Dockendorfer Mühle (8)
- Ingendorf (143)
- Wolsfeld (309) mit dem Weiler Wolsfelderberg (23) sowie den Häusern Alteberg (10) und Auf der Herzbach (4)

Insgesamt lebten im Bürgermeistereibezirk 699 Menschen in 78 Wohnhäusern. Alle Einwohner waren katholisch. Es gab in Dockendorf und in Wolsfeld jeweils eine Kirche und eine Schule.(Stand 1843).

## Geschichte
Die drei Dörfer im Verwaltungsbezirk der Bürgermeisterei gehörten vor 1794 zum Herzogtum Luxemburg, Dockendorf zur Propstei Bitburg, Ingendorf und Wolsfeld zur Herrschaft Liessem. Im Jahr 1794 hatten französische Revolutionstruppen die Österreichischen Niederlande, zu denen das Herzogtum Luxemburg gehörte, besetzt und im Oktober 1795 annektiert. Unter der französischen Verwaltung kam das Gebiet zum Kanton Bitburg, der bis 1814 zum Arrondissement Bitburg im Departement der Wälder gehörte.
Anfang 1814 endete die französische Herrschaft in dieser Region. Sie wurde nach dem Pariser Frieden vom Mai 1814 zunächst provisorisch dem Generalgouvernement Nieder- und Mittelrhein unterstellt. Aufgrund der 1815 auf dem Wiener Kongress getroffenen Vereinbarungen wurde das vormals luxemburgische Gebiet östlich der Sauer und der Our dem Königreich Preußen zugeordnet. Unter der preußischen Verwaltung wurden im Jahr 1816 Regierungsbezirke und Kreise neu gebildet, Die Bürgermeisterei Dockendorf wurde dem Kreis Bitburg im Regierungsbezirk Trier und der Provinz Niederrhein (von 1822 an Rheinprovinz) zugewiesen.
Dagegen behielt Preußen in der Regel die Verwaltungsbezirke der französischen Mairies vorerst bei. Die Bürgermeisterei Dockendorf entsprach insoweit der vorherigen Mairie Dockendorf.
Im Jahr 1840 begann man die Verwaltung in dieser Region neu zu gliedern. Von 1870 an wurden die Bürgermeistereien Alsdorf, Dockendorf, Peffingen und Schankweiler in Personalunion von Wolsfeld aus verwaltet. Im Jahr 1914 wurden diese zur Bürgermeisterei Wolsfeld (ab 1927 Amt Wolsfeld) zusammengeschlossen.
Die Gemeinden gehören heute verwaltungsmäßig zur Verbandsgemeinde Bitburger Land im Eifelkreis Bitburg-Prüm in Rheinland-Pfalz.